# Hacıəlibəy
Hacıəlibəy är en ort i Azerbajdzjan.   Den ligger i distriktet Quba Rayonu, i den nordöstra delen av landet, 150 km nordväst om huvudstaden Baku. Hacıəlibəy ligger 233 meter över havet och antalet invånare är 2 230.
Terrängen runt Hacıəlibəy är lite kuperad. Trakten är tätbefolkad. Närmaste större samhälle är Xaçmaz, 10,9 km nordost om Hacıəlibəy. 